# Apartador Zona Franca
L'Apartador Zona Franca és una estació ferroviària de servei interior de Ferrocarrils de la Generalitat de Catalunya (FGC), situada entre els punts quilomètrics 6+877 i 6+400 de la línia de Barcelona-El Port a Sant Boi.

## Història
Aquest apartador es va construir i va entrar en servei conjuntament amb la nova línia de Barcelona-El Port a Sant Boi, posada en servei l'11 de juliol de 1985. La seva construcció va venir motivada per la necessitat de disposar d'un punt intermedi de la línia on poder apartar trens.
Originalment hi havia un pas a nivell dins de l'apartador: el carrer F de la Zona Franca travessava les dues vies pel costat de Sant Boi. L'any 2017, aquest pas a nivell es va suprimir.
El 30 de febrer de 2020 es va treure a licitació la renovació integral de via i aparells de via, així com l'ampliació de l'apartador, per tal d'augmentar la seva longitud útil des dels 400 fins als 550 metres, per permetre creuaments de trens de mercaderies en el futur. Les obres van acabar durant el segon semestre de l'any 2021.

## Instal·lacions
L'apartador disposa d'una via general de pas, i d'una via d'apartat, d'una longitud útil de 550 metres, a la que s'accedeix mitjançant dos desviaments d'accionament manual. No disposa de cap altre mena d'instal·lació ni edificació. Fins a l'any 2017 hi havia un pas a nivell sense barreres amb el carrer F de la Zona Franca, situat molt a prop del canvi d'agulles del costat Sant Boi.

## Operacions
L'apartador no acostuma a utilitzar-se en servei regular, i només s'ha fet servir ocasionalment per apartar trens de treballs o vagons avariats. No obstant, és possible efectuar encreuaments de trens de mercaderies.